# Minhocão
 (juillet 2024).
Le Minhocão (grand ver de terre en portugais du brésil) est un cryptide serpentiforme qui existerait prétendument dans les forêts d’Amérique du Sud et centrale.

## Apparence
Le Minhocão est dit étant un ver ou un serpent géant, au corps recouvert d’une peau écailleuse noire. On le dit membre du sous-ordre des Serpentes, et serait ectotherme. Il s’agirait d’un animal souterrain, creusant des tranchées sous le sol de la jungle. 

## Nature
Le cryptozoologiste Karl Shuker suggéra que le Minhocão pourrait être un spécimen de géant apode, ce qui correspondrait à la description de la créature. Cependant aucune espèce connue d’apode n’approche de telles dimensions. Les amphisbènes, très répandus en Amérique du Sud, peuvent également être comparés au Minhocão, malgré le fait que la plupart des espèces connues ne dépassent pas les 15 cm de long. Dans Sur la piste des bêtes ignorées, Bernard Heuvelmans suggère que l’animal pourrait être un glyptodon survivant. D’autres pensent qu’il s’agirait d’un descendant de Titanoboa, un serpent gigantesque qui a vécu dans la même région à l’ère préhistorique, au Paléocène.

## Habitat
Le Minhocão résiderait dans les plus chaudes et les plus humides zones d’Amérique du Sud et Centrale. Il creuserait de grandes tranchées dans lesquelles il vivrait. Il était craint par les habitants de ces régions. Les anciens Mayas représentèrent un très long serpent anthropophage par le biais de la peinture et de la sculpture. Certains pensent que ce sont des représentations de Minhocão. La possibilité de l’existence de l’animal est débattue. 